# Shaista Suhrawardy Ikramullah
Shaista Suhrawardy Ikramullah (Calcuta, 22 de juliol de 1915 - Karachi, 11 de desembre de 2000) va ser una política bengalí pakistanesa, diplomàtica i escriptora. Va ser una de les poques dones musulmanes que va prendre part activa en el Moviment Pakistanès. Va ser la primera dona representant de l'Assemblea Constituent de Pakistan (1947). Educada a Kolkata i a Londres, va ser la primera dona musulmana a aconseguir un doctorat de la Universitat de Londres, el 1940. Va formar part de la delegació de les Nacions Unides que va treballar en la Declaració Universal dels Drets Humans (1948). De 1964 a 1967 va ser ambaixadora de Pakistan al Marroc.

## Biografia
Ikramullah va néixer com Shaista Akhtar Banu Suhrawardy. La seva mare era la neta de Nawab Abdul Latif i el seu pare era Hassan Suhrawardy, un eminent cirurgià i polític de pensament liberal que va animar la seva filla a estudiar.
Va estudiar a la Universitat Loreto a Kolkata. El 1940 es va convertir en la primera dona musulmana que va aconseguir un doctorat a la Universitat de Londres. La seva tesi doctoral es titulà «Desenvolupament de la novel·la i contes urdú».

### Carrera política
Després de casar-se va ser una de les primeres dones musulmanes de l'Índia de la seva generació que van abandonar la tradició purdah. Muhammad Ali Jinnah, polític i fundador del Pakistan, va animar-la perquè s'impliqués en política. Va ser dirigent de la Federació d'Estudiants de Dones Musulmanes i de la Lliga Musulmana.
El 1945 el govern de l'Índia li va oferir fer-se càrrec de la conferència Pacific Relations. Jinnah la va convèncer perquè no acceptés l'oferta i que hi anés en representació de la Lliga Musulmana com a delegada. Va ser triada el 1946 per formar part de l'Assemblea Constituent de l'Índia però mai no va ocupar el seu escó, ja que la Lliga Musulmana ho va rebutjar. Un any després, el 1947, va ser una de dues dones que van formar part de la primera Assemblea Constituent del Pakistan.
També va ser delegada a les Nacions Unides, i va treballar a la Declaració Universal dels Drets Humans (1948) i en la Convenció per a la Prevenció i la Sanció del Delicte de Genocidi (1951). Shaista Ikramullah, en la seva qualitat de delegada de la Tercera Comissió de l'Assemblea General (la Comissió d'Afers Socials, Humanitaris i Culturals), va passar, el 1948, 81 reunions examinant el projecte de la Declaració Universal de Drets Humans i va defensar posar en relleu la llibertat, la igualtat i la lliure elecció en la Declaració. Així mateix, va promoure la incorporació de l'article 16, sobre la igualtat de drets en el matrimoni, ja que considerava que era una manera de combatre el matrimoni infantil i forçat.
Va morir l'11 de desembre de 2000, a Karachi, als 85 anys. El 2002 el govern de Pakistan li va atorgar pòstumament el premi civil més important, el Nishan-i-Imtiaz.

## Vida personal
El 1933 es va casar amb el polític Mohammed Ikramullah, qui va ocupar el càrrec de Ministre d'Exteriors després de la independència de Pakistan. Van tenir quatre fills.

## Publicacions
Va escriure per a Tehzeeb-i-Niswan i Ismat, ambdues revistes de dones en urdú, i més tard va escriure per a diaris de llengua anglesa. El 1950 va publicar una col·lecció de contes, titulada Koshish-i-Natamaam. El 1951 va publicar el llibre Cartes a Neena, una col·lecció de deu cartes obertes presumptament escrites als indis, personificades en una dona a la qual va dir Neena. Després de la Partició de l'Índia, va escriure sobre l'islam per al govern, i els seus assajos van ser finalment publicats com Beyond the Veil (1953). La seva autobiografia, De Purdah al Parlament (1963), és el seu llibre més conegut.